# Карпенков, Илья Алексеевич
Илья Алексеевич Карпенков (род. 17 февраля 1997, Минеральные Воды, Россия) — российский профессиональный баскетболист, играющий на позиции центрового. Серебряный призер летних Олимпийских игр 2020 года в Токио в составе российской баскетбольной команды 3х3.

## Награды
В августе 2023 года Карпенков награжден медалью ордена «За заслуги перед Отечеством» I степени.

## Достижения

### Клубные
- Серебряный призёр Суперлиги: 2023/2024
- Бронзовый призёр Суперлиги (2): 2020/2021, 2021/2022
- Обладатель Кубка России: 2020/2021
- Серебряный призёр Кубка России (2): 2019/2020, 2024/2025
- Серебряный призёр Единой молодёжной лиги ВТБ: 2016/2017
- Бронзовый призёр Единой молодёжной лиги ВТБ (3): 2014/2015, 2015/2016, 2017/2018

### Сборная России
- Серебряный призёр Олимпийских игр: 2020
- Победитель Европейских игр: 2019
- Победитель Кубка мира по баскетболу 3×3 (до 23 лет): 2019

## Награды
- Заслуженный мастер спорта России (30 июля 2021 года)[3].
- Медаль ордена «За заслуги перед Отечеством» I степени (11 августа 2021 года) — за большой вклад в развитие отечественного спорта, высокие спортивные достижения, волю к победе, стойкость и целеустремленность, проявленные на Играх XXXII Олимпиады 2020 года в городе Токио (Япония)[4].